# 奈良博
奈良博（なら ひろし、1966年 - 2009年1月20日）は、樺太（サハリン）在住の残留日本人二世。サハリン日本人会・北海道人会会長。

## 概説
1966年、青森県出身の父と長野県出身の母のもとに、樺太中西部のオルロヴォ（鵜城）で生まれる。
1990年、樺太残留邦人の日本永住帰国支援のため、サハリン日本人会（北海道人会）が結成される。奈良は若い世代では珍しく日本語に堪能で、1999年に33歳で同会会長に就任。北海道資本のスーパーマーケット「サハリンカウボーイ」を退職し、同会の運営に専念した。
2009年1月17日、ユジノサハリンスク（豊原）市内で交通事故に遭い、1月20日に死去した（享年42）。数年以内には日本へ永住帰国する予定であった。